# Minase-jingū
Le Minase-jingū (水無瀬神宮) est un sanctuaire shinto situé dans le bourg de Shimamoto, dans la préfecture d'Osaka.
Le sanctuaire est consacré à la vénération des kamis des empereurs Go-Toba, Tsuchimikado et Juntoku. Dans leur lutte contre le shogunat Kamakura, ces trois personnages historiques sont unis par un facteur commun, chacun a été dominé et exclu du centre impérial de Kyoto : Go-Toba est banni aux îles Oki où il meurt. Tsuchimikado s'est senti obligé d'abandonner Kyoto, se rendant d'abord dans la province de Tosa (actuelle préfecture de Kōchi) puis plus tard dans la province d'Awa où il meurt en exil. Quant à Juntoku, il est contraint de terminer sa vie dans l'île de Sado.
En 1873, les kamis de Go-Daigo et Tushimikado sont consacrés, celui de Juntoku l'est en 1874.

## Kanpei-sha
En 1871, le kanpei-sha (官幣社) dresse la hiérarchie des sanctuaires soutenus par le gouvernement les plus étroitement associés à la famille impériale. Cette catégorie englobe les sanctuaires qui consacrent les empereurs, les membres de la famille impériale ou les obligés méritoires de la famille impériale. Jusqu'en 1940, ce sanctuaire connu alors sous le nom de « Minase-gū », fait partie des sanctuaires impériaux de rang moyen ou kanpei-chūsha (官幣中社). En 1940, le statut de Minase devient kanpei-taisha (官幣大社), qui est le plus haut rang et, depuis, le sanctuaire est connu sous le nom « Minase-jingū ».

## Source de la traduction
- (en) Cet article est partiellement ou en totalité issu de l’article de Wikipédia en anglais intitulé « Minase Shrine » (voir la liste des auteurs).